# Parhomaloptera
Parhomaloptera is een monotypisch geslacht van straalvinnige vissen uit de familie van de steenkruipers (Balitoridae).

## Soort
- Parhomaloptera microstoma (Boulenger, 1899)